# Dick's Picks Volume 3
Dick's Picks Volume 3 es el tercer álbum en vivo de Dick's Picks, serie  de lanzamientos en vivo de la banda estadounidense Grateful Dead. Fue grabado el 22 de mayo de 1977 en el Hollywood Sportatorium, en Pembroke Pines, Florida.

## Caveat emptor
Cada volumen de Dick's Picks tiene su propia etiqueta “caveat emptor”, que informa al oyente sobre la calidad del sonido de la grabación. La etiqueta del volumen 3 dice:
“Este programa se grabó originalmente en una cinta analógica fabricada a fines de la década de 1970. Muchas cintas de este período han mostrado un deterioro severo en los últimos años. La formulación química ha fallado con el tiempo, lo que ha provocado que el óxido magnético (que contiene la información musical) se separe de el respaldo de mylar. Afortunadamente, pudimos recuperar la música en estas cintas usando un proceso de cocción que volvió a unir el óxido a la cinta. Si bien los resultados de esta restauración fueron bastante notables, quedan algunas rarezas.”

## Recepción de la crítica
John Metzger la catalogó como “otra obra maestra de las bóvedas”. Timothy Monger, escribiendo para AllMusic, comentó: “Mezclando su fantasía creativa con un brillo recién descubierto, este es The Dead en uno de los picos de su carrera y no se lo puede perder”.

## Lista de canciones
Todas las canciones escritas y compuestas por Jerry Garcia y Robert Hunter, excepto donde esta anotado. 
| Disco uno |                           |                                                      |          |  |
| N.º       | Título                    | Escritor(es)                                         | Duración |  |
| 1.        | «Funiculì, Funiculà»      | Luigi Denza                                          | 0:29     |  |
| 2.        | «The Music Never Stopped» | Bob Weir John Perry Barlow                           | 6:46     |  |
| 3.        | «Sugaree»                 |                                                      | 15:55    |  |
| 4.        | «Lazy Lightning»          | Weir Barlow                                          | 3:23     |  |
| 5.        | «Supplication»            | Weir Barlow                                          | 5:35     |  |
| 6.        | «Dancing in the Street»   | Marvin Gaye Ivy Jo Hunter William “Mickey” Stevenson | 14:29    |  |
| 7.        | «Help on the Way»         |                                                      | 5:24     |  |
| 8.        | «Slipknot!»               | Grateful Dead                                        | 6:30     |  |
| 9.        | «Franklin's Tower»        | Garcia Hunter Bill Kreutzmann                        | 15:33    |  |

| Disco dos |                                    |                                     |          |  |
| N.º       | Título                             | Escritor(es)                        | Duración |  |
| 1.        | «Samson and Delilah»               | tradicional, arr. por Grateful Dead | 7:32     |  |
| 2.        | «Sunrise»                          | Donna Jean Godchaux                 | 4:16     |  |
| 3.        | «Estimated Prophet»                | Weir Barlow                         | 9:01     |  |
| 4.        | «Eyes of the World»                |                                     | 13:39    |  |
| 5.        | «Wharf Rat»                        |                                     | 9:15     |  |
| 6.        | «Terrapin Station»                 |                                     | 5:59     |  |
| 7.        | «(Walk Me Out in the) Morning Dew» | Bonnie Dobson Tim Rose              | 14:22    |  |

## Créditos y personal
Créditos adaptados desde el folleto que acompaña al CD.
Grateful Dead
- Jerry Garcia – voz principal y coros, guitarra líder
- Donna Jean Godchaux – coros
- Keith Godchaux – teclado
- Mickey Hart – batería
- Bill Kreutzmann – batería
- Phil Lesh – guitarra bajo
- Bob Weir – guitarra rítmica, coros

Personal técnico
- Grateful Dead – producción
- Betty Cantor-Jackson – grabación
- Dick Latvala – archivista
- Jeffrey Norman – masterización

Diseño
- Ed Perlstein – fotografía
- Gekko Graphics – diseño de portada